# Olimpiadi della Grazia
Le Olimpiadi della Grazia sono state una manifestazione multisportiva riservata alle donne tenutasi a Firenze dal 29 al 31 maggio 1931. Il programma era incentrato principalmente sulle gare di atletica leggera e vide la partecipazione di atlete provenienti da dodici Paesi europei. Questo evento fu un precursore della partecipazione femminile ai campionati europei di atletica leggera.

## Storia

### Il contesto generale
Il movimento dello sport femminile iniziò a interessare l'opinione pubblica a partire dall'inizio del XX secolo. Anche grazie all'opera di Alice Milliat, il Comitato Olimpico Internazionale votò, durante il Congresso del 1928, l'introduzione nel programma dei Giochi olimpici di alcune gare riservate alle donne. All'inizio si trattò solo di cinque specialità dell'atletica leggera (100 e 800 metri piani, salto in alto, lancio del disco e staffetta 4×100 metri), introdotte però in via sperimentale. Infatti, nel Congresso IAAF post olimpico si discusse ancora sull'ammissione delle donne e ci fu una nuova votazione  nella quale i fautori della ammissione prevalsero con un margine piuttosto ristretto.
Alice Milliat, con un gruppo di appassionate sostenitrici, aveva fondato nel 1921 la Federazione Sportiva Femminile Internazionale, alla quale avevano aderito sei nazioni. Questo nuovo organismo, tra il 1922 e il 1934, organizzò quattro edizioni dei Giochi mondiali femminili, con un programma di gare molto più ampio di quello olimpico.
Già in precedenza, però, Milliat era riuscita a organizzare un incontro internazionale femminile, tra il 24 e il 31 marzo 2021 a Monte Carlo, al quale parteciparono le atlete di cinque nazioni europee. Il programma di questa manifestazione, oltre alle gare di atletica leggera, includeva anche incontri di pallacanestro. Questa esperienza si ripeté nel 1922, quando furono introdotti anche incontri di nuoto, e nel 1923, con il ritorno della pallacanestro, soppressa nell'edizione precedente.

### La nascita delle Olimpiadi della Grazia
Nel 1923 nasceva in Italia la Federazione Italiana Sport Femminili che, per quanto riguarda l'atletica leggera, fu inglobata nella Federazione Italiana di Atletica Leggera nel 1929, quando Luigi Ridolfi Vay da Verrazzano rivestiva la carica di presidente e il ruolo di segretario nazionale era affidato a Puccio Pucci, entrambi fiorentini. Questi, nel della "Primavera fiorentina" del 1931, fecero inserire nel programma della manifestazione alcune gare sportive interamente al femminile, quali l'atletica leggera, il nuoto, la scherma, il tiro con l'arco e il tennis, nonché la finale del campionato italiano di pallacanestro. Di contorno si disputarono anche esibizioni di danza sportiva riservate alle diverse scuole europee. Questo complesso di gare sportive prese il nome di Olimpiadi della Grazia.

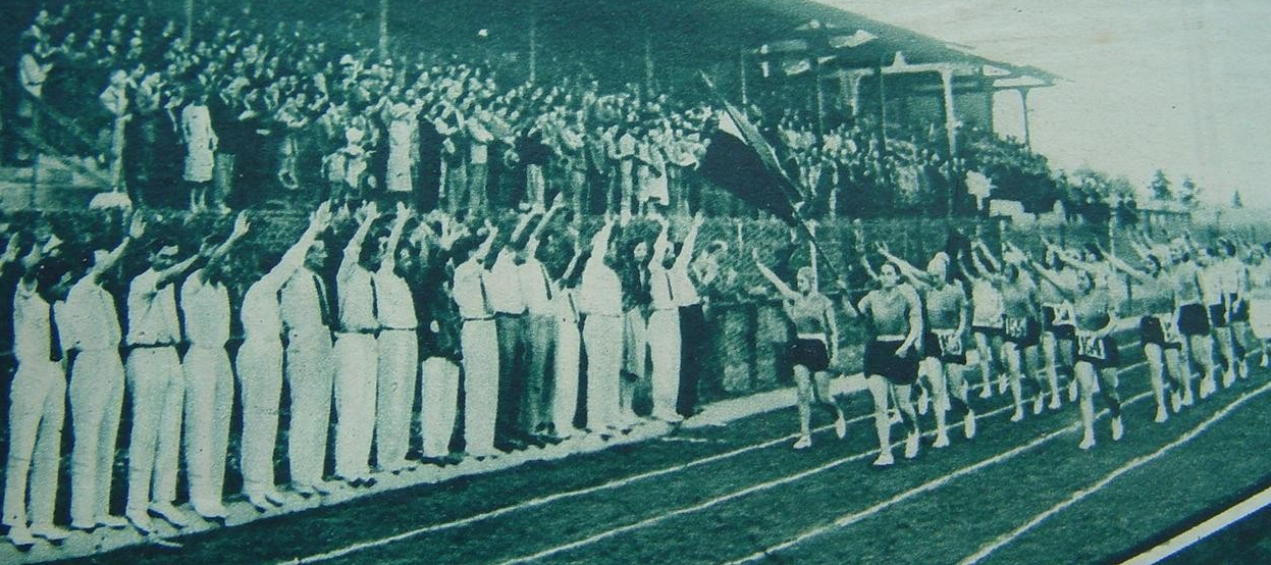
La cerimonia di apertura della manifestazione.

Le gare di atletica vennero programmate per i giorni 30 e 31 maggio sul campo della società Giglio Rosso che disponeva di una pista di 336 metri. Le gare di scherma si disputarono dieci giorni prima rispetto a quelle di atletica per evitare la concomitanza con i campionati internazionali di Vienna, cosicché il 20 maggio il Teatro della Pergola ospitò il torneo di fioretto a squadre, mentre il 21 ebbero luogo i tornei individuali di fioretto e spada. Le gare di danza, che dovevano svolgersi come manifestazione di contorno presso il Giardino di Boboli, a causa del tempo incerto furono spostate al Teatro Politeama.
Il torneo internazionale di tennis si tenne il 29 e 30 maggio, mentre domenica 31 maggio si disputò, all'interno della rassegna internazionale, la finale del campionato italiano femminile di pallacanestro tra Associazione Pallacanestro Napoli e Società Ginnastica Triestina.

## Nazioni partecipanti
Alla manifestazione parteciparono le seguenti dodici nazioni europee:
- Austria
- Belgio
- Cecoslovacchia
- Francia
- Germania
- Gran Bretagna

- Jugoslavia
- Italia
- Polonia
- Romania
- Svizzera
- Ungheria

## Risultati

### Atletica leggera
| Specialità                          | Oro                                                                   | Prestazione | Argento                                                              | Prestazione | Bronzo                                                            | Prestazione |
| Corse                               |                                                                       |             |                                                                      |             |                                                                   |             |
| 60 m                                | Nellie Halstead                                                       | 8"0         | Lisa Gelius                                                          | n/d         | Detta Lorenz                                                      | n/d         |
| 100 m                               | Marie Dollinger                                                       | 12"6        | Daisy Ridgeley                                                       | 12"8        | Lisa Gelius                                                       | 12"8        |
| 200 m                               | Nellie Halstead                                                       | 25"8        | Marie Dollinger                                                      | 26"0        | Mary Seary                                                        | n/d         |
| 80 m hs                             | Muriel Cornell                                                        | 13"0        | Ondina Valla                                                         | 13"2        | Jacqueline Combernoux                                             | n/d         |
| 4×75 m                              | Gran Bretagna Nellie Halstead Muriel Cornell Mary Seary Daisy Ridgley | 38"6        | Italia Lidia Bongiovanni Maria Bravin Tina Steiner Giovanna Viarengo | 39"2        | Cecoslovacchia Anna Hřebřinová Krausova Zdeňka Smolová Kuzničkova | n/d         |
| 4×100 m                             | Gran Bretagna Nellie Halstead Muriel Cornell Mary Seary Daisy Ridgley | 51"4        | Germania Tilly Fleischer Marie Dollinger Detta Lorenz Lisa Gelius    | 51"8        | Cecoslovacchia Anna Hřebřinová Krausova Zdeňka Smolová Kuzničkova | n/d         |
| Staffetta svedese (200+100+75+60 m) | Gran Bretagna Nellie Halstead Muriel Cornell Mary Seary Daisy Ridgley | 55"6        | Germania Marie Dollinger Lisa Gelius Detta Lorenz Augustine Hargus   | 55"8        | Austria Schurinec Veronika Kohlbach-Wagner Liesl Perkaus Weese    | 57"0        |
| Concorsi                            |                                                                       |             |                                                                      |             |                                                                   |             |
| Salto in alto                       | Katalin Vértessy                                                      | 1,45 m      | Jelka Tratnik                                                        | 1,45 m      | Mary Seary                                                        | 1,40 m      |
| Salto in lungo                      | Muriel Cornell                                                        | 5,46 m      | Augustine Hargus                                                     | 5,20 m      | Jelka Tratnik                                                     | 5,03 m      |
| Getto del peso                      | Tilly Fleischer                                                       | 12,23 m     | Wanda Jasieńska                                                      | 11,64 m     | Liesl Perkaus                                                     | 11,33 m     |
| Lancio del disco                    | Slava Blehová                                                         | 36,51 m     | Tilly Fleischer                                                      | 34,47 m     | Helena Berson                                                     | 34,38 m     |
| Lancio del giavellotto              | Tilly Fleischer                                                       | 37,27 m     | Augustine Hargus                                                     | 35,75 m     | Pierina Borsani                                                   | 31,18 m     |

### Danza sportiva
Alle gare di danza presero parte sette scuole provenienti da Londra, Monaco di Baviera, Vienna, Salisburgo e Dresda, oltre a due italiane di Napoli e Firenze. Ottennero il maggiore successo la scuola tedesca di Mary Wigman e quella di Monaco.

### Scherma

#### Spada e fioretto individuali
Le gare individuale di spada e fioretto si tennero il 21 maggio e videro i seguenti risultati:
| Specialità | Oro                 | Argento                  | Bronzo        |
| Spada      | Rosetta Mangiarotti | Maria Antonietta Salonna | Lilj Smaine   |
| Fioretto   | Germana Schwaiger   | Elizabeth Arbuthnot      | Marisa Cerani |

#### Fioretto a squadre
La gara di fioretto a squadre, che si tenne il 20 maggio, vide la partecipazione di tre squadre: Italia, Francia e Regno Unito. In origine avrebbe dovuto partecipare la squadra tedesca, che però si ritirò a causa della morte del padre della campionessa del mondo Helene Mayer, e fu sostituita dalle francesi, che però non rappresentavano ufficialmente la nazionale di Francia.
Per l'Italia scesero in pedana Germana Schwaiger, Marisa Cerani e Teresa Musso. La Francia schierò Augustine Angreville, Teresa Vandevalle e Georgina Veite. Per la Gran Bretagna gareggiarono invece Gladys Daniell, Peggy Butler ed Elizabeth Arbuthnot.
Il torneo vide scontrarsi prima Italia e Francia, con la vittoria della squadra Italiana; poi Gran Bretagna e Francia, dove trionfò la Gran Bretagna. Infine, l'incontro decisivo vide sfidarsi Italia e Gran Bretagna, con la vittoria delle britanniche per 5 incontri vinti a 4.